# Neolamprologus tetracanthus
Neolamprologus tetracanthus är en fiskart som först beskrevs av Boulenger, 1899.  Neolamprologus tetracanthus ingår i släktet Neolamprologus och familjen Cichlidae. IUCN kategoriserar arten globalt som livskraftig. Inga underarter finns listade i Catalogue of Life.